# Торгпред
Торгпред — должностное лицо в СССР, руководитель зарубежного торгового представительства представляющий интересы государства в области внешней торговли и содействующий её развитию.

## История

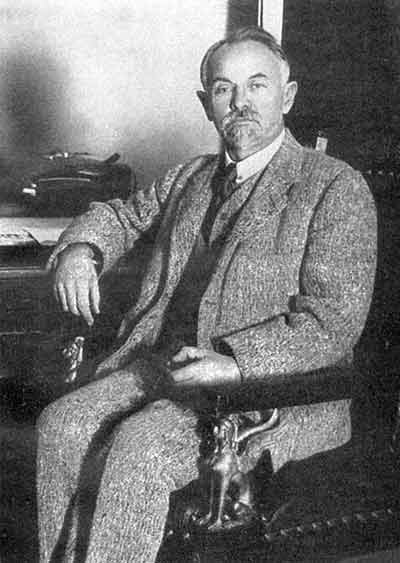
Л. Б. Красин — в 1920-е годы торгпред СССР в Англии

В 1918 году с приходом к власти большевиков в России была установлена государственная монополия внешней торговли. Согласно Декрета о внешней торговли от 22 мая 1918 года любые торговые операции за границей могли производиться лишь Народным комиссариатом торговли и промышленности. План товарообмена утверждался Советом по внешней торговле с привлечением представителей различных заинтересованных организаций. При немногочисленных на тот момент времени зарубежных дипломатических миссиях были созданы торгпредства, возглавляемые утвержденными Советом народных комиссаров уполномоченными (торгпредами).
Верховный Совет Антанты в первые годы советской власти проводил против РСФСР экономическую блокаду, были введены ограничения для любой внешнеторговой деятельности. Исключения делались лишь кооперативным обществам. Для обхода данного решения совета Антанты в РСФСР было найдено оригинальное решение, по которому все советские торгпреды являлись одновременно и представителями кооперативных обществ «Центросоюза» и аналогичными.
После признания в 1924 году СССР де-юре все зарубежные торговые представительства были официально включены в состав Полномочных представительств СССР (посольства), составляя их нераздельную часть. Торгпред имел права и привилегии руководящих членов дипломатических миссий; иммунитет, личную неприкосновенность, а также официальную возможность использовать шифры.
Юридическую основу деятельности зарубежных торгпредств заложили Приказ № 7 по Наркомату Внешней Торговли СССР от 16 августа 1923 года, согласно которому всем иностранным торговым представительствам предписывалось иметь две основные части в своей структуре:
- Регулирующая[3] — осуществляла контроль за монополией внешней торговли
- Коммерческая

## Функции и задачи торгпредов
- Проведение анализа состояния экономики страны пребывания и перспектив её развития
- Статистика торговых связей
- Поиск, составление коммерческой базы перспективных поставщиков для совместного сотрудничества
- Решение конфликтных ситуаций
- Содействие к заключению торговых договоров